# 古金水
古金水（1960年1月15日—2016年5月25日），原住民阿美族人，臺灣十項全能運動員，擅長項目為撐竿跳，與李福恩在台灣十項全能運動上並稱一時瑜亮。曾獲得1990年亞洲運動會十項全能銀牌。
2003年至2006年在桃園縣私立泉僑高中擔任體育教練兼任學務主任。2006年至2008年在桃園縣立壽山國中擔任體育教練。2008年至2016年在臺中市立忠明高中擔任教職。
1999年，被控涉及造成立榮航空爆炸案，後於二審被判刑7年6個月。2008年，更三審獲判無罪。2011年5月12日，花蓮高分院指出，全案的更審無罪判決超過2次，因此依據《刑事妥速審判法》第八條的規定，全案不得再上訴最高法院，古金水無罪定讞。
2014年底檢驗出罹患多發性骨髓瘤（漿細胞白血病），在接受外科手術及異體造血幹細胞移植後病情一度穩定而出院，但之後仍復發。2016年4月20日因為過度疲累進入台大醫院住院治療，醫院於5月21日發出病危通知，終因合併肺炎導致敗血休克，於同年5月25日早上6點11分病逝台大醫院。
古金水之女古筠曾是日本早安家族的台灣籍成員組成的海外團體冰淇淋少女組成員。

## 曾獲獎項
- 1978年臺灣區運動會十項全能第四名。
- 1979年臺灣區運動會十項全能銀牌。
- 1980年臺灣區運動會十項全能金牌。
- 1981年臺灣區運動會十項全能金牌；撐竿跳金牌。
- 1982年臺灣區運動會十項全能金牌；撐竿跳金牌。
- 1983年臺灣區運動會十項全能銀牌；撐竿跳金牌。
- 1983年第五屆亞洲田徑賽十項全能銀牌。
- 1984年臺灣區運動會十項全能金牌；撐竿跳金牌。
- 1985年臺灣區運動會十項全能金牌；撐竿跳金牌。
- 1983年第六屆亞洲田徑賽十項全能金牌。
- 1986年臺灣區運動會撐竿跳金牌。
- 1986年臺灣區運動會十項全能銀牌；撐竿跳金牌。
- 1987年臺灣區運動會十項全能銀牌；撐竿跳金牌。
- 1989年臺灣區運動會十項全能銀牌；撐竿跳金牌。
- 1990年臺灣區運動會撐竿跳銀牌。
- 1990年北京亞運會十項全能銀牌。
- 1991年臺灣區運動會十項全能銀牌；撐竿跳金牌。
- 1992年臺灣區運動會十項全能銅牌；撐竿跳金牌。
- 1993年臺灣區運動會撐竿跳金牌。

## 外部連結
- 古金水在国际奥林匹克委员会的资料
- 古金水在的頁面